# Japandroids
Japandroids est un groupe de rock indépendant canadien, originaire de Vancouver, en Colombie-Britannique. Il est formé en 2006, composé de Brian King et David Prowse. Le duo qualifie sa musique de « mélange bizarre de punk, de garage rock, de rock 'n' roll, de blues, de grunge et de rock classique. »

## Biographie

### Formation et débuts (2006-2008)
Japandroids se forme à Vancouver, en Colombie-Britannique, en 2006, à l'initiative du guitariste Brian King et du batteur David Prowse, qui se connaissent depuis leurs études à l'Université de Victoria. L'idée de départ est de recruter une chanteuse en vue d'une formation similaire à celle des Yeah Yeah Yeahs. Les deux hommes décident finalement de se partager le rôle de chanteur. Le nom Japandroids est la combinaison de Japanese Scream et Pleasure Droids, noms de groupe auxquels ils pensaient au départ.
Frustré par le manque de soutien de la scène musicale de Vancouver, et par les difficultés de percer dans cette scène, King et Prowse effectuent régulièrement leurs propres concerts. Inspirés par les méthodes do-it-yourself de groupes comme Fugazi, ils emménagent leur propre espace de répétition, louent des équipements, et distribuent leurs flyers et posters,. Japandroids jouent leur premier concert le 30 décembre 2006.
Pendant les deux années qui suivent, ils jouent à Vancouver, mais pas aussi régulièrement qu'ils le souhaitent car pris en étau par les études de King sur la géologie. Les deux premières publications du duo sont des EP auto-produits : All Lies en 2007 et Lullaby Death Jams en 2008. Malgré un grand nombre de concerts dans la région de Vancouver, le duo peine à se faire un public, mais décide de publier un premier album quitte à se séparer dans la foulée si la situation ne s'améliore pas.

### Post-Nothing(2009-2011)
Leur premier album studio, intitulé Post-Nothing, sort en 2009 sur le label indépendant canadien Unfamiliar Records. Il bénéficie alors d'un éclairage manifeste de la part du site musical Pitchfork qui lui attribue le label Best New Music et la note de 8,3 sur 10.
Entre 2009 et 2011, Japandroids effectue plus de 200 concerts dans vingt pays différents. En parallèle, le groupe signe sur le label Polyvinyl qui réédite dans un premier temps ses deux premiers EP sous le titre No Singles.
En 2011, Japandroids révèle une tournée nord-américaine pour septembre. Pendant ces concerts, ils jouent de nouveaux morceaux tels que Fire's Highway, Adrenaline Nightshift, et Evil's Sway. Le 26 mars 2012, Japandroids annonce la sortie de leur prochain album, Celebration Rock, chez Polyvinyl Record Co. le 5 juin 2012 précédée par un vinyle en édition limitée du premier single issu de l'album, The House That Heaven Built, le 15 mai 2012.

### Celebration Rock(2012-2015)

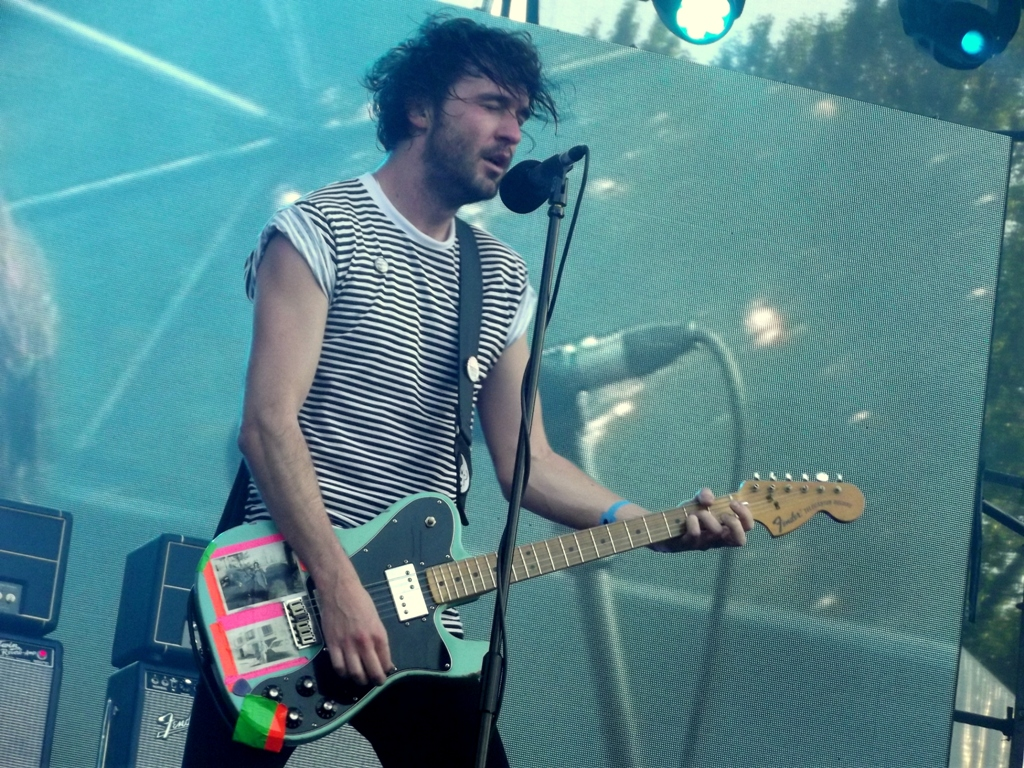
Brian King en 2013.

Japandroids publie un deuxième album, intitulé Celebration Rock, en juin 2012. Il obtient un score moyen de 83/100, sur la base de 33 critiques collectées, sur le site agrégateur de critiques Metacritic. Le groupe est nommé et se produit sur scène lors de la cérémonie du Prix de musique Polaris.
L'album est bien accueilli à l'échelle internationale et est nommé « meilleure nouvelle musique » par Pitchfork, noté d'un 9 sur 10 par Spin (qui nomme aussi Japandroids meilleur groupe de l'année 2012), et d'un 4 sur 5 par le magazine Rolling Stone, qui cite l'album dans sa liste des « 100 albums les plus cool à écouter en été »,. L'album apparait aussi dans plusieurs listes de fin d'année comme celle de MTV (1er), The A.V. Club (2e), USA Today (2e), Spin (3e), Village Voice (4e), Pitchfork (5e), Rolling Stone (8e), et atteint la 37e place du Billboard 200,.
Japandroids tourne intensément en soutien de Celebration Rock, jouant plus de 200 concerts dans plus de 40 pays entre mars 2012 et novembre 2013. La tournée Celebration Rock Tour comprend 13 legs individuels en Amérique du Nord, Amérique du Sud, Europe, Asie, et en Océanie, et des apparitions dans plusieurs grands festivals : Coachella, Bonnaroo, Sasquatch! Music Festival, Pitchfork, Firefly, Governors Ball, Fun Fun Fun Fest, Free Press Summer Fest, et au Orion Music + More de Metallica aux États-Unis, Primavera Sound, Optimus Alive!, Paredes de Coura, Pitchfork (Paris), OFF, Latitude et Longitude en Europe, Vive Latino au Mexique, au Fuji Rock Festival au Japon, et au St. Jerome's Laneway Festival en Australie.
Le 27 février 2013, le single The House That Heaven Built est temporairement utilisé pour l'équipe de hockey professionnel Vancouver Canucks.

### Near to the Wild Heart of Life(2016-2018)
Après une pause de presque trois ans, Japandroids effectue son retour sur scène à l'automne 2016. Le 31 octobre est annoncé leur troisième album baptisé Near to the Wild Heart of Life, à paraître en 2017 via ANTI-.

### Fate & Alcoholet séparation (2024)
En juillet 2024, le duo annonce à la fois sa séparation et la sortie de son ultime album, nommé Fate & Alcohol. Celui-ci parait le 18 octobre chez Arts & Crafts Productions et ANTI-. Le communiqué de presse ne donne aucune explication sur leur séparation et ne fait mention d'aucun concert d'adieu.

## Style et influences
Dans une interview donnée en 2012, le duo qualifie sa musique de « mélange bizarre de punk, de garage rock, de rock 'n' roll, de blues, de grunge et de rock classique. »

## Membres
- Brian King – chant, guitare
- David Prowse – chant, batterie